# Triclistus planus
Triclistus planus là một loài tò vò trong họ Ichneumonidae.